# Lize Marke
Lize Marke est une chanteuse belge flamande.

## Biographie
Elle a représenté la Belgique au Concours Eurovision de la chanson 1965 avec la chanson en langue néerlandaise Als het weer lente is. La musique de ce titre est composée par Jef van den Berg et les paroles sont écrites par Jaak Dreesen. Avec aucun point, Lize Marke arrive en 15e place.
La version de cette chanson en langue française s'intitule Si peu de choses ; les paroles sont écrites par Jaak Dreesen et M. Vendôme ,. 
En 1962, elle a participé à la Coupe d'Europe du tour de chant à Knokke-Heist. 